# Alberto Vianelli
Alberto Giacomo Vianelli (Cava de' Tirreni, 5 o 7 giugno 1841 – Napoli, 1927) è stato un pittore italiano.

## Biografia
Si formò sotto la guida del padre, Achille Vianelli, e dello zio, Giacinto Gigante, entrambi pittori, per poi trasferirsi a Parigi, dove nel 1875 studiò pittura di figura con Gustave Boulanger e Jules Lefebvre. I suoi primi dipinti, due piccoli paesaggi, furono esposti al Salon di Parigi del 1877: Fundarà ad Ischia e Avanzi del teatro romano a Benevento.
Nel 1878 espose a Parigi e Venezia un dipinto ad olio intitolato: L'Aieul e un acquerello, raffigurante una scena a lume di candela, intitolato Dans les coulisse. Nel 1879 espose Une follìe, raffigurante una giovane donna ad un ballo in maschera. I suoi dipinti raffigurano scene di vita elegante. Tra le sue opere: Cinq-cent (esposto a Parigi, Londra e Bruxelles); Gabbia dorata; Triste nouvelle; Dolce far niente; un ritratto di Lady Erskine; Un giurì (esposto al Salon del 1885, poi ad Amiens dove vinse una medaglia di prima classe).
Nel 1886 espose a Parigi le seguenti opere: Interno di casa rustica in Normandia esposta all'Esposizione Nazionale di Venezia, insieme a L'Aieule. Nel 1887 fu insignito della Croce di Cavaliere dell'Ordine della Corona d'Italia. Al Salon del 1881 espose: Solo, una grande mezza figura; Luigi XV; e l'Interno Normanno. Dipinse anche acquerelli.